# Monte San Vito (Italia)

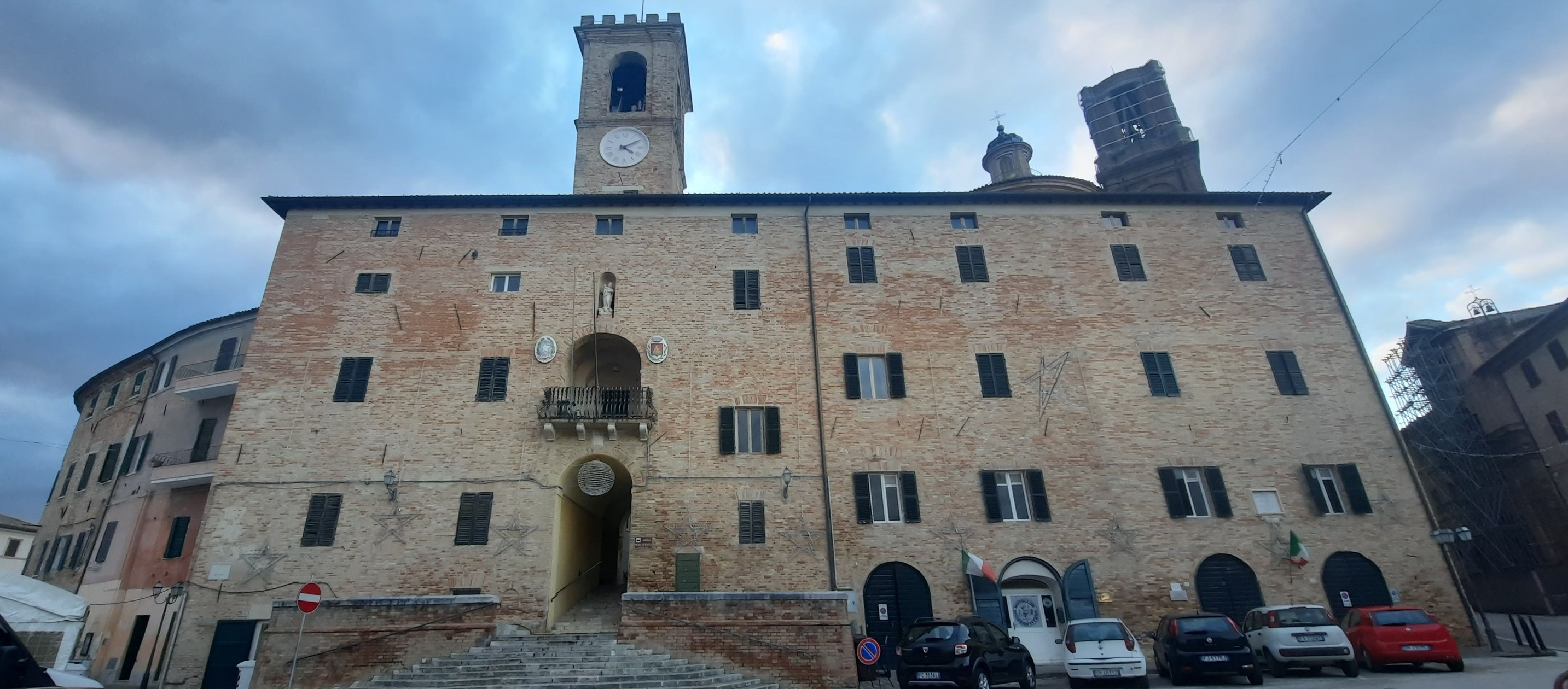
Palazzo Malatesta, sede comunale.

Monte San Vito è un comune italiano di 6 684 abitanti della provincia di Ancona nelle Marche.

## Geografia fisica
Monte San Vito si trova sul versante sinistro della bassa Vallesina al centro di un rettangolo formato da Morro d'Alba (est), Monsano (sud), Chiaravalle (ovest, 6 km) e Montemarciano (nord), a 25 km da Ancona. Il centro storico è situato sulla sommità di una collina fra i torrenti Triponzio e Guardengo.
Monte San Vito è raggiungibile mediante l'Autostrada A14 Bologna-Taranto (uscita Ancona nord, a circa 7 km dal paese)

## Storia
Il primo documento scritto in cui si menziona Monte San Vito è del 1053. Successivamente si ha una citazione nel 1155, dai quali si deduce la formazione in un unico insediamento anteriore al X secolo.
Nel 1177 Federico I il Barbarossa lo sottrasse dalla giurisdizione del marchese anconetano per porlo sotto suo diretto dominio, dandogli nel contempo in concessione un territorio comprendente i castelli di Morro, Alberello, Orgiolo e Morruco, sei ville (tra le quali quelle di San Marcello e di Antico) e il territorio che si estendeva fino al mare, includendo la Selva di Castagnola, ad eccezione dell'abbazia cistercense.
Alla morte dell'imperatore, andò sotto la giurisdizione della diocesi di Senigallia, e poi, in seguito ad accordi, venne ceduto nel 1213 alla vicina e potente città di Jesi, generando aspre contese con la città di Ancona.
Nel XV secolo il castello fu occupato dai Malatesta, che lo consolidarono, costruendo una rocca che è attualmente parte del Palazzo del Municipio.
Ancona, si rivolse direttamente al papa Martino V, ma solo con il successore Eugenio IV (7 febbraio 1432) poté ottenere la sovranità su Monte San Vito.
Le diatribe fra Ancona e Jesi terminarono solo quando papa Leone X De' Medici assegnò definitivamente il castello alla città dorica. Monte San Vito divenne quindi uno dei castelli di Ancona.
I seguenti due secoli, sotto il governo pontificio, furono caratterizzati da una costante crescita dovuta allo sviluppo agricolo, che consentì al paese una certa ricchezza economica, testimoniata da un documento di papa Pio VII del 1803, da cui risulta che il patrimonio comunale era pari alla considerevole cifra di 100 667 scudi romani.
Nel 1822 Eugenio Beauharnais (figliastro di Napoleone Bonaparte, ora Duca di Leuchtemberg e genero del re di Baviera) vende alla sorella Ortensia 30 terreni ed un palazzo ubicati a Monte San Vito, facenti parte dei beni da lui ricevuti come "appannaggio" quando era Viceré d'Italia. I beni erano stati requisiti alla Collegiata ed ai Conventuali di Monte San Vito e all'abbazia cistercense di Chiaravalle.
Negli anni successivi Ortensia di Beauharnais soggiorna frequentemente a Monte San Vito insieme ai suoi due figli, uno dei quali sarà il futuro imperatore Napoleone III. Damiano Armandi, precettore dei due ragazzi ed amministratore dei beni di Ortensia, sarà ad Ancona uno dei protagonisti dei moti rivoluzionari contro lo Stato Pontificio.

### Simboli
Lo stemma e il gonfalone sono stati concessi con DPR del 23 marzo 1970.
Il gonfalone è un drappo partito di giallo e di rosso.

## Monumenti e luoghi d'interesse

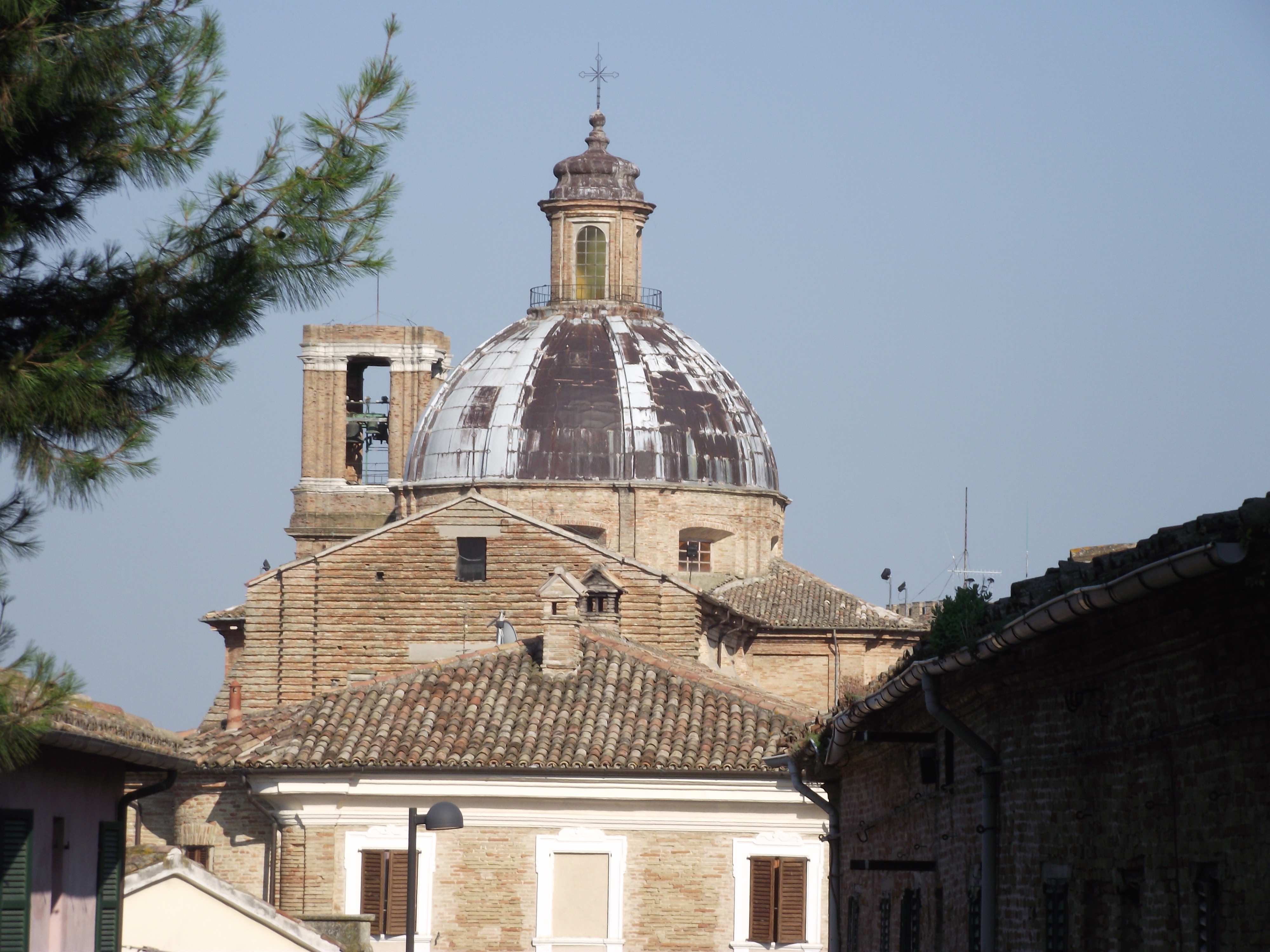
La cupola della collegiata di San Pietro Apostolo

L'antico nucleo castellano racchiude diverse architetture:
- Collegiata di San Pietro Apostolo, imponente chiesa eretta in stile barocco a partire dal 1753 dall'architetto jesino Cristoforo Moriconi. Con la sua grande cupola rivestita in lastre di piombo sovrasta e domina tutto il borgo e il paesaggio circostante, caratterizzandone il profilo. L'interno è a croce latina con navata unica e cappelle laterali. Vi si conservano tele di Giovanni Lazzarini, Filippo Bellini e una tela raffigurante la Vergine col Bambino attribuita alla scuola del Perugino.
- Palazzo Malatesta, sede del comune, venne eretto nel XV secolo con la sovrastante torre civica. All'interno sono conservate delle prospettive architettoniche dipinte da Scipione Daretti nel XVIII secolo.
- Il teatro condominiale La Fortuna era originariamente un mulino, quando nel 1757-58 dei notabili cittadini lo trasformarono in sala per spettacoli. Oggi è stato restaurato e riaperto al pubblico.
- Un antico frantoio oleario ai bordi nel nucleo antico, già iniziato come chiesa delle clarisse e trasformato dopo le soppressioni napoleoniche, successivamente adibito a struttura espositiva e sala convegni.

## Società

### Evoluzione demografica
Abitanti censiti

## Cultura

### Ricorrenze
- 15 giugno: San Vito Martire.
- 13 dicembre: Santa Lucia.

### Fiere
- Fiera di San Vito: II o III domenica di giugno

## Economia
La produzione agricola principale è: olio d'oliva di qualità e Lacrima di Morro d'Alba, mentre nell'industria si distingue il settore metalmeccanico.Di recente nel settore del packaging e cartone ecosostenibile si distinguono realtà industriali di prestigio.

## Amministrazione
| Periodo          | Periodo          | Primo cittadino           | Partito                                                       | Carica                  | Note        |
| ---------------- | ---------------- | ------------------------- | ------------------------------------------------------------- | ----------------------- | ----------- |
| 30 dicembre 1987 | 12 giugno 1990   | Bruno Bordoni             | Partito Comunista Italiano                                    | Sindaco                 | [ 6 ]       |
| 12 giugno 1990   | 31 marzo 1993    | Bruno Bordoni             | Partito Comunista Italiano Partito Democratico della Sinistra | Sindaco                 | [ 6 ] [ 7 ] |
| 31 marzo 1993    | 24 aprile 1995   | Lino Secchi               | Partito Democratico della Sinistra                            | Sindaco                 | [ 6 ]       |
| 24 aprile 1995   | 14 giugno 1999   | Lino Secchi               | Centro-sinistra                                               | Sindaco                 | [ 6 ]       |
| 14 giugno 1999   | 14 giugno 2004   | Lino Secchi               | Centro-sinistra                                               | Sindaco                 | [ 6 ]       |
| 14 giugno 2004   | 8 giugno 2009    | Gloria Anna Sordoni       | Solidarietà progresso (Centro-sinistra)                       | Sindaco                 | [ 6 ]       |
| 8 giugno 2009    | 22 giugno 2010   | Gloria Anna Sordoni       | Insieme per Monte San Vito                                    | Sindaco                 | [ 6 ] [ 8 ] |
| 22 giugno 2010   | 13 febbraio 2011 | Mario Gabriele Perpetuini |                                                               | Commissario prefettizio | [ 6 ]       |
| 14 febbraio 2011 | 26 maggio 2014   | Sabrina Sartini           | Lista civica                                                  | Sindaco                 | [ 6 ]       |
| 26 maggio 2014   | 27 maggio 2019   | Sabrina Sartini           | Centro-sinistra                                               | Sindaco                 | [ 6 ]       |
| 27 maggio 2019   | 10 giugno 2024   | Thomas Cillo              | Lista civica                                                  | Sindaco                 | [ 6 ]       |
| 10 giugno 2024   | in carica        | Thomas Cillo              | Monte San Vito cambia                                         | Sindaco                 | [ 6 ]       |

## Sport

### Calcio
La squadra di calcio locale è la Società Sportiva Borghetto costituita nel 1972.